# 경안초등학교
경안초등학교는 대한민국 경기도 광주시 경안동에 있는 공립 초등학교이다.

## 학교 연혁
- 1992년 2월 6일 : 개교
- 2022년 2월 6일 : 개교 30주년

## 참고 자료
- 경안초등학교 - 한국교육학술정보원 학교알리미